# Stephanocyathus spiniger
Espèce
Statut CITES
Stephanocyathus spiniger est une espèce de coraux appartenant à la famille des Caryophylliidae. Selon la base de données WoRMS, Stephanocyathus spiniger fait partie du sous-genre Stephanocyathus (Acinocyathus) Wells, 1984.